# Московские ворота (Иркутск)
Моско́вские Триумфа́льные воро́та — триумфальная арка. Была сооружена в 1811 году в Иркутске в честь десятилетия восшествия на престол Александра I. Ворота располагались на пересечении улиц Московско-Ланинской и Нижней набережной Ангары при выезде из Иркутска в сторону Европейской части России — на Московский тракт. Отсюда и было получено название Московские.

## История
Закладка триумфальной арки произошла 9 июля 1811 года. Под каждым из пилонов положили по закладной доске. В первой говорилось о участниках заложения ворот, а во второй — причина создания памятника.

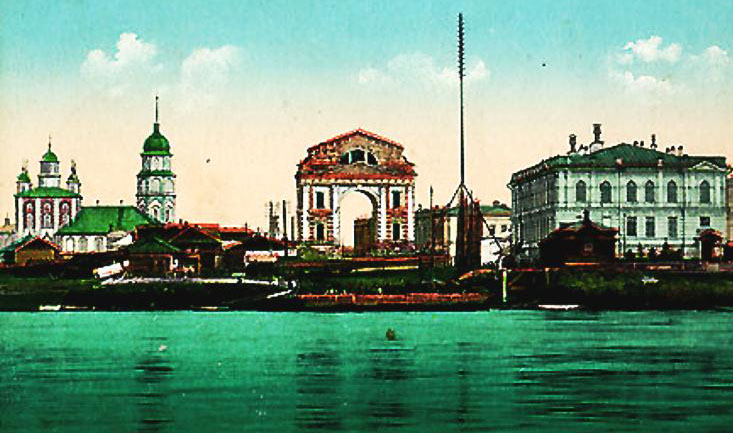
«Московские ворота» и Нижняя набережная

15 сентября 1813 года состоялось торжественное открытие арки. «Московские ворота» представляли собой четырёхъярусное здание высотой 19 метров и шириной почти 16,5 метра. На самом верху была чаепитная комната, в которой в день открытия был устроен приём для тогдашнего гражданского губернатора Николая Трескина и епископа Вениамина I.
В помещениях ворот находились смотрители московской заставы и станция общества спасения на водах. После реконструкции арки в 1890 году, в «Московских воротах» разместился архив. Но уже через пять лет памятнику вновь была необходима основательная реконструкция, которая требовала значительной суммы.
13 мая 1911 года на заседании Городской думы было решено снести памятник, однако это вызвало череду негодований у общественных деятелей и горожан. На защиту «Московских ворот» от разрушения встал и инженер путей сообщения Павел Щусев (младший брат Алексея Щусева). Он написал ряд писем в Москву и Санкт-Петербург с просьбой сохранить памятник. Щусева поддержали не только столичные архитекторы, но общественные организации и простые неравнодушные граждане.
Полтора месяца спустя после рокового решения, на новом заседании дума уже голосует за сохранение триумфальной арки и выделение на её реставрацию 6 000 рублей. Однако свободных средств не было. Сроки о реставрации памятника отодвигались из года в год. К 1928 году «Московские ворота» вконец обветшали и арку разобрали. Таким образом, памятник простоял 115 лет.

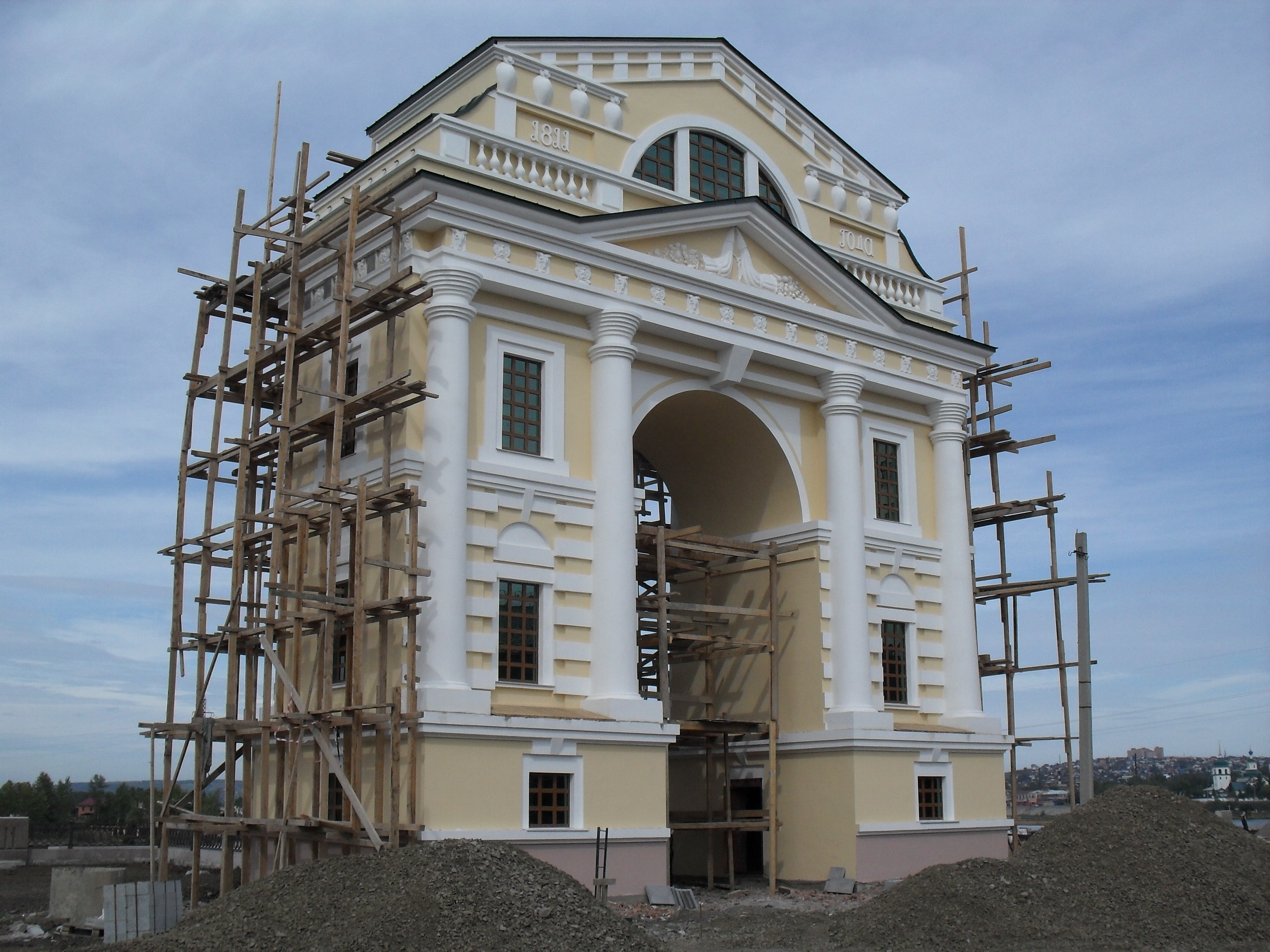
Восстановление «Московских ворот» (сентябрь 2011 года)

В августе 2009 года было решено восстановить «Московские ворота» к 350-летию Иркутска. Летом 2011 года началось строительство триумфальных ворот (спустя 200 лет после закладки первой постройки).
Реконструкция «Московских ворот» была проведена в рекордно короткие сроки — всего за три месяца. Руководил проектом и профинансировал строительство Евгений Девочкин. 14 сентября 2011 года реконструированные Московские ворота были открыты.
В июне 2013 года Московские ворота Е. Девочкин передал в дар Музею истории Иркутска.

## Интересные факты
- «Московские ворота» в Иркутске — первая из трёх Московских Триумфальных арок, построенных в России.
- После сноса Амурских ворот, Московские ворота оставались единственной триумфальной аркой в России за Уралом[источник не указан 3008 дней].
- Перед сносом Московских ворот была сделана глобальная работа по фотографированию и научной фиксации памятника, но до сих пор остаётся загадкой — куда делись документы, закладные доски и прочие фрагменты арки.
- Наряду с реконструкцией Московских ворот планируется создать музей истории этой триумфальной арки[1].
- В 2011 году при проведении работ на теплотрассе был обнаружен фундамент снесённых триумфальных ворот[4].

## Галерея

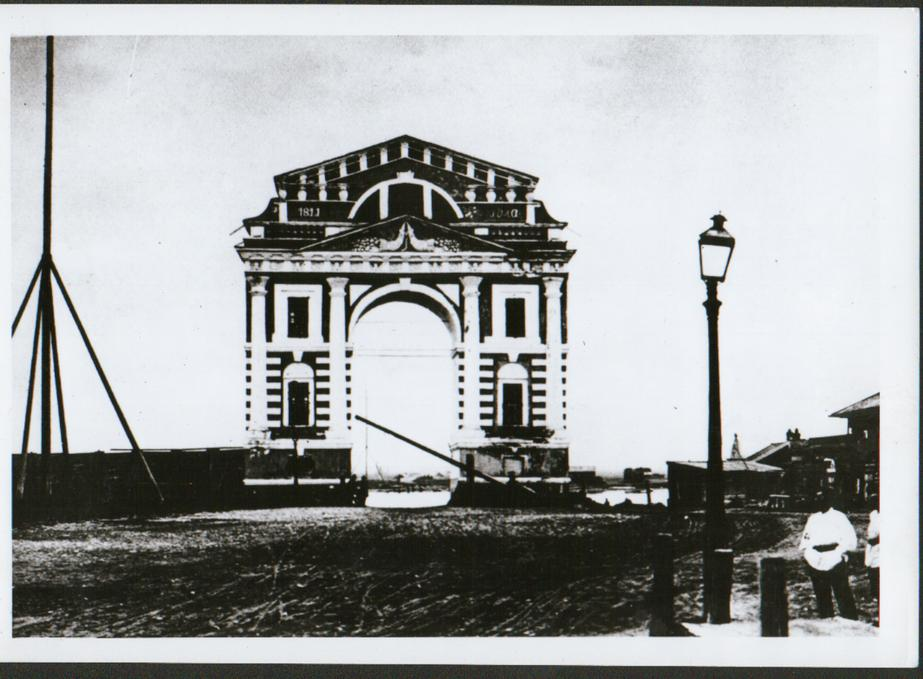
Арка в начале XX века.
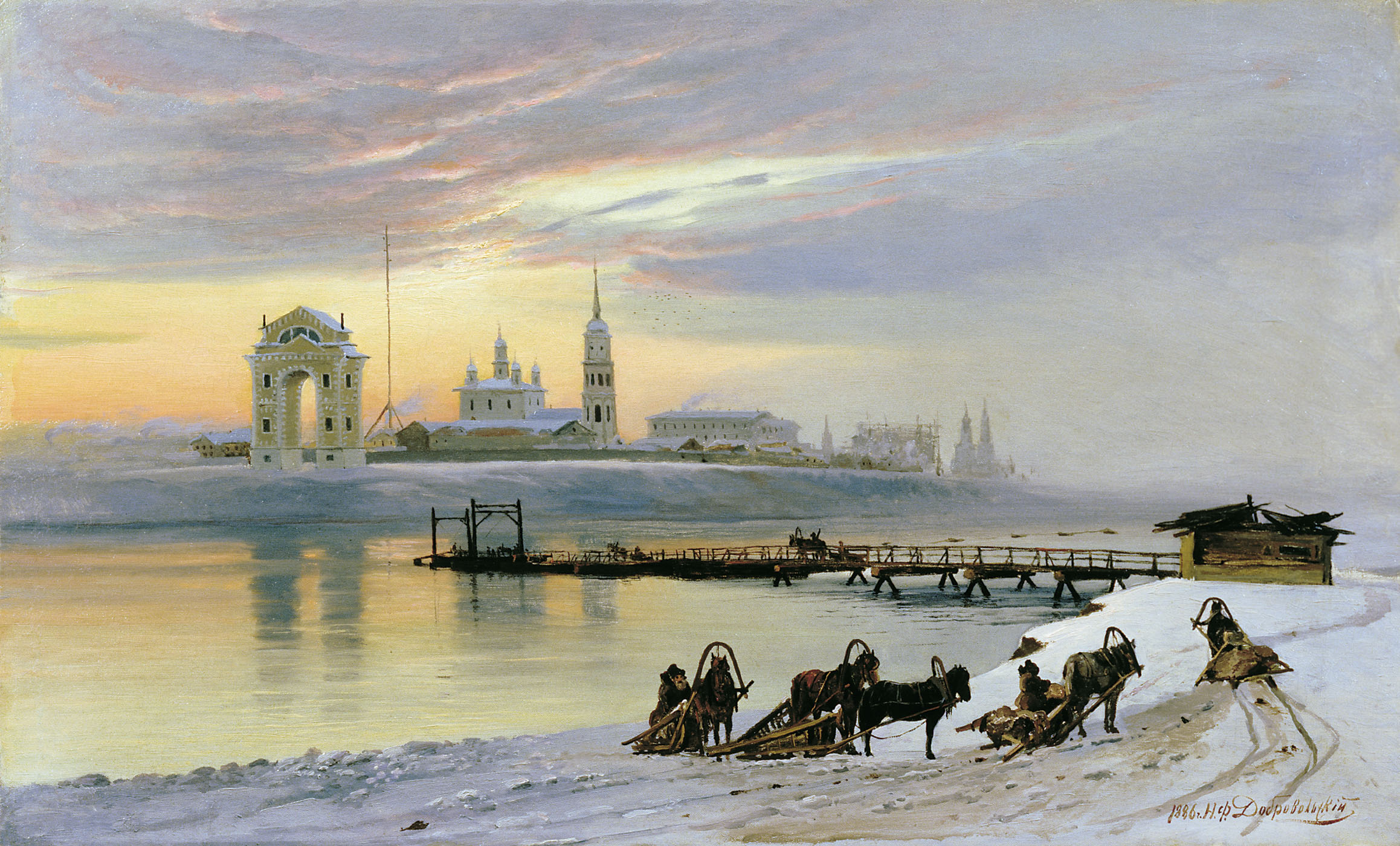
Картина Н. Добровольского «Переправа» (1886 год).
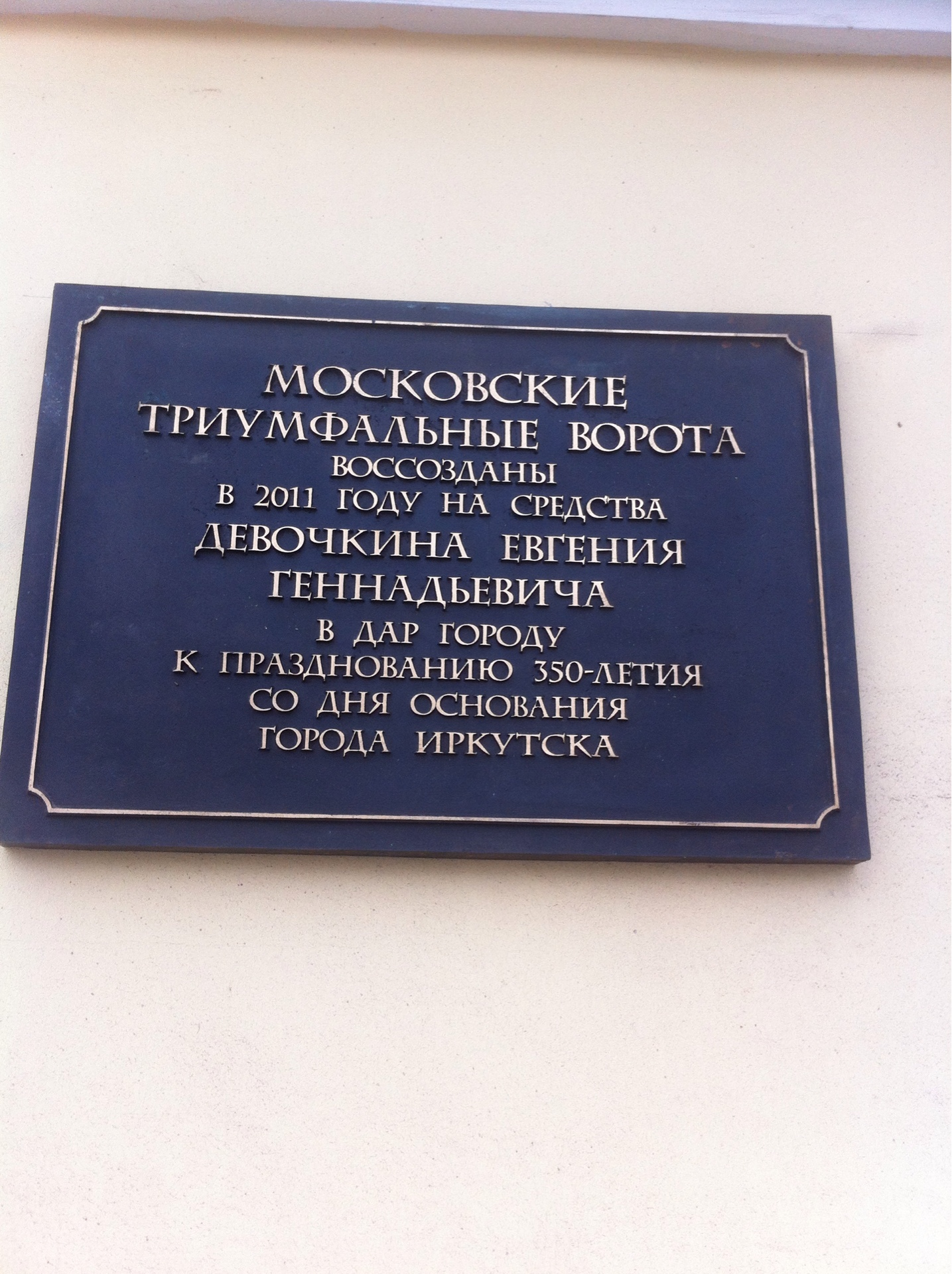
„Московские ворота были воссозданы как дар городу Иркутску в честь 350-летия на средства Девочкина Евгения Геннадьевича“.